# Letter from Egypt
Letter from Egypt è il quarto album in studio del cantante norvegese Morten Harket, pubblicato nel 2008 dalla Universal.

## Il disco
Secondo album in lingua inglese del cantante del gruppo norvegese a-ha, Letter From Egypt è stato registrato a cavallo fra il 2007 ed il 2008. Testi e musica sono di Morten Harket ed Ole Sverre Olsen, da sempre lo scrittore dietro ai brani degli a-ha

## Tracce
1. Darkspace – 3:46
2. Send Me an Angel – 3:46
3. We'll Never Speak Again – 4:21
4. There Are Many Ways To Die – 4:11
5. With You - With Me – 3:48
6. Letter from Egypt – 5:26
7. A Name Is A Name – 3:02
8. Movies – 3:54
9. Shooting Star[1]/Slanted Floor[2] – 3:55
10. Anyone – 3:55
11. Should The Rain Fall
12. The One You Are – 3:42

## Formazione
- Morten Harket - voce
- Jonny Sjo - basso
- Per Lindvall - batteria